# Eudasyphora
Eudasyphora is een geslacht van insecten uit de familie van de echte vliegen (Muscidae), die tot de orde tweevleugeligen (Diptera) behoort.

## Soorten
- E. canadiana Cuny, 1980
- E. cordilleriana Cuny, 1980
- E. cyanella (Meigen, 1826)
- E. cyanicolor (Zetterstedt, 1845)
- E. zimini (Hennig, 1963)